# خورشیدگرفتگی ۱۱ ژوئن ۲۰۶۷
خورشیدگرفتگی ۱۱ ژوئن ۲۰۶۷ (به انگلیسی: Solar eclipse of June 11, 2067) یک خورشیدگرفتگی از نوع خورشیدگرفتگی حلقه‌ای است. این خورشیدگرفتگی در تاریخ ۱۱ ژوئن ۲۰۶۷ میلادی (‎۲۱ خرداد ۱۴۴۶ خورشیدی) روی خواهد داد که زمان اوج آن، ساعت ۲۰:۴۲:۲۶ به‌وقت ساعت هماهنگ جهانی است. مدت زمان و طول این خورشیدگرفتگی ۴ دقیقه و ۵ ثانیه خواهد بود.